# Wislicenusblock
Der Wislicenusblock ist ein Bauensemble in Ludwigshafen am Rhein.

## Geschichte
Der Wislicenusblock wurde nach dem deutschen Chemiker Johannes Wislicenus benannt und als Wohnsiedlung für Arbeiter der Bauabteilung der BASF ab 1918 geplant und errichtet. Die Fertigstellung war im Jahr 1920.

## Beschreibung

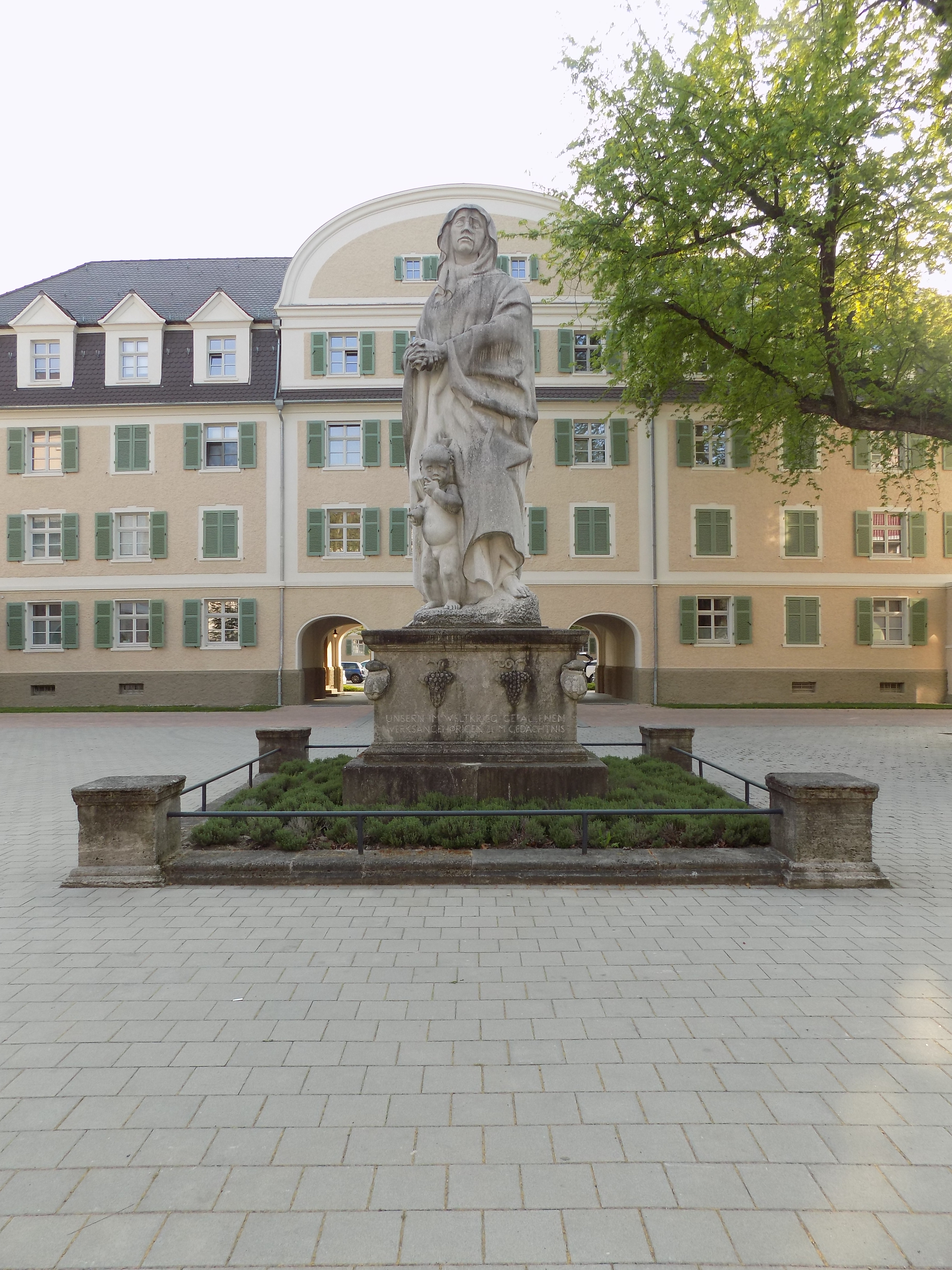
Das Kriegerdenkmal der weinenden Frau mit Kind im Innenhof des Wislicenusblocks

Es handelt sich um neun dreigeschossige Baublöcke um drei Innenhöfe, die jeweils mit repräsentativen Mansardwalmdachbauten (Neubarock) ausgestattet sind. Um die Innenhöfe sind mehrere Torfahrten arrangiert. Der Wislicenusblock befindet sich an der Anilinstraße 40–46, auf der Straßenseite mit den geraden Hausnummern.
Das unter Denkmalschutz stehende Ensemble war zu der Zeit seiner Errichtung seiner Zeit weit voraus, da es in jeder Wohneinheit eigene Toiletten und Bäder gab, was zu Beginn des 20. Jahrhunderts für Arbeiterwohnungen ungewöhnlich war und einen gehobenen Wohnstandard dargestellt hat.
Die Eingänge zu den Wohnhäusern sind von den umliegenden Straßen nicht erreichbar, vielmehr nur durch die Innenhöfe, von denen der mittlere von einem repräsentativen Kriegerdenkmal dominiert wird. Es handelt sich dabei um eine weinende Frau mit Kind, die auf einem quadratischen Sockel steht und an die im Ersten Weltkrieg gefallenen Werksangehörigen der BASF erinnern soll. Das etwa sechs Meter hohe Denkmal wurde 1923 von dem aus München stammenden Bildhauer Hermann Hahn errichtet und trägt auf dem Sockel die Inschrift:

„UNSERN IM WELTKRIEG GEFALLENEN WERKSANGEHÖRIGEN ZUM GEDÄCHTNIS“

Auf der Rückseite des Sockels ist der mittlerweile stark verwitterten Schrift zu entnehmen:

„BADISCHE ANILIN- & SODA-FABRIK MCMXXIII“

Nach einer umfassenden Renovierung in den 1970er-Jahren wurde die Wohnanlage in den 2000er Jahren von der BASF an eine private Betreibergesellschaft verkauft, die diese unter dem Namen Neue Hofgärten weiterführt.